# 경산 경흥사 소장 수미단 부재
경산 경흥사 소장 수미단 부재(慶山 慶興寺 所藏 須彌壇 部材)는 대한민국 경상북도 경산시 남천면, 경흥사에 있는 수미단 부재이다. 2009년 8월 31일 경상북도의 문화재자료 제555호로 지정되었다.

## 개요
17세기 초에 제작된 것으로 추정되는 이 수미단(須彌壇)은 현재 온전한 형태가 아니라 잔존 부재(部材)가 경흥사 명부전 수미단의 일부로 삽입되어 있는 상태이다. 일반적인 수미단의 구조나 규모로 볼 때 현존 부재는 원 수미단의 1/5 혹은 그 이하의 양으로 추정된다. 조각의 주요 소재로는 게, 물고기, 개구리, 도롱뇽 등의 동물들, 연꽃, 모란을 비롯한 식물들, 그리고 용과 기린 등 상상의 짐승들이 골고루 등장하고 있다.
경흥사 수미단 잔존 부재는 비록 잔존하는 양이 일부에 지나지 않지만, 그 조각기법이나 솜씨, 조각면의 구성과 배치에 있어 매우 우수하고, 채색 또한 비교적 잘 남아 있어 높은 수준의 불교공예품이라 할 수 있다.

## 참고 자료
- 경산 경흥사 소장 수미단 부재 - 국가유산청 국가유산포털